# Koprivnik v Bohinju
Koprivnik v Bohinju é uma vila localizada no município de Bohinj na Eslovênia. Possuía uma população estimada de 238 habitantes em 2020.